# Дзатоіті
«Дзатоіті» (яп. 座頭市) — японський фільм 2003 року. Одинадцятий фільм режисера Кітано Такесі.
Самурайський бойовик за мотивами серії романів Кана Сімодзави про сліпого масажиста, майстра кендзюцу і іайдо на ім'я Дзатоіті. П'ять премій японської кіноакадемії. Чотири нагороди Венеціанського кінофестивалю 2003 року (включаючи спеціальний приз за режисуру Такесі Кітано і приз глядацьких симпатій).

## Сюжет
Сюжетна композиція фільму складена з декількох сюжетних ліній. Основні пов'язані з самим Дзатоіті (Такесі Кітано) — сліпим мандрівним майстром масажу, що віртуозно володіє мечем; братом і сестрою Наруто, що подорожують під виглядом мандрівних гейш О-сеї (Дайґоро Татібана) і О-Кіно (Юуко Дайке) у пошуках якудза, які вбили їхніх батьків; самураєм-роніном Ґенносуке Хатторі (Таданобу Асано), який шукає роботу охоронця для того, щоб забезпечити хвору дружину та місцевими якудза, які заправляють у невеликому містечку, в якому сходяться герої фільму. По ходу сюжету стає ясно, що у Дзатоіті і голови місцевої якудзи є старі рахунки. З цим же старим мафіозо пов'язані й інші дійові особи: батьки брата і сестри були вбиті за його наказом, до нього ж на роботу наймається Хатторі.
Ніхто з героїв не підозрює в сліпій літній людині майстра бойових мистецтв. Дзатоіті тривалий час уникає конфронтації, незважаючи на постійні спроби принизити його гідність і знищити його фізично. Однак коли клан якудза спалює будинок немолодої жінки, в якому він зупинився, Дзатоіті починає діяти. У фінальній сцені Дзатоіті протистоїть самураю. Сподіваючись на сліпоту Дзатоіті, той намагається перемогти його, але безуспішно. Далі Дзатоіті вбиває фіктивного боса. Справжній бос якудза, залишившись без своїх людей, пропонує себе вбити. Проте Дзатоіті лише засліплює його.
Прості жителі допомагають жінці відбудувати новий будинок і новосілля перетворюється на барвистий танець.
В останній сцені фільму Дзатоіті бреде по дорозі, за кадром звучить його голос: «Зрячий чи не зрячий, але якщо не дивишся, все одно не побачиш». Герой, що йде з широко відкритими очима, спотикається і падає, безпорадно виставивши вперед руки (стоп-кадр).